# Pantsertrein

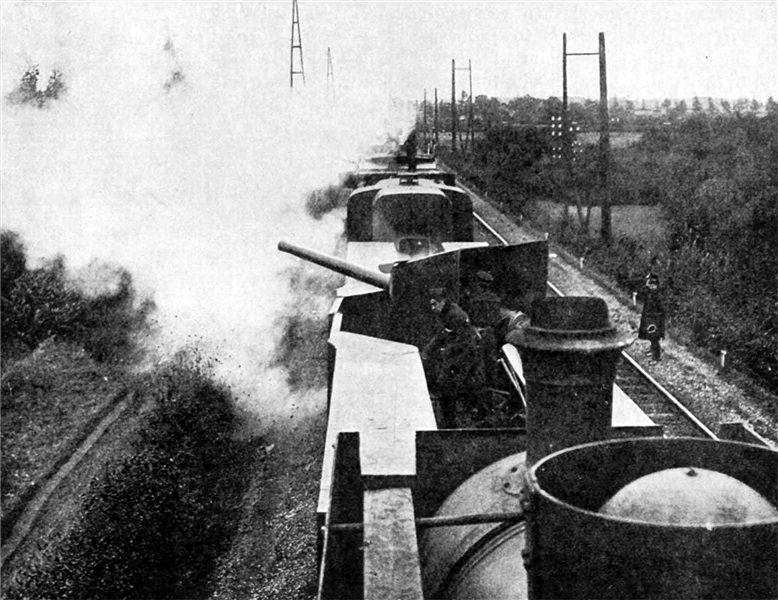
Belgische Pantsertrein in actie tijdens WOI.

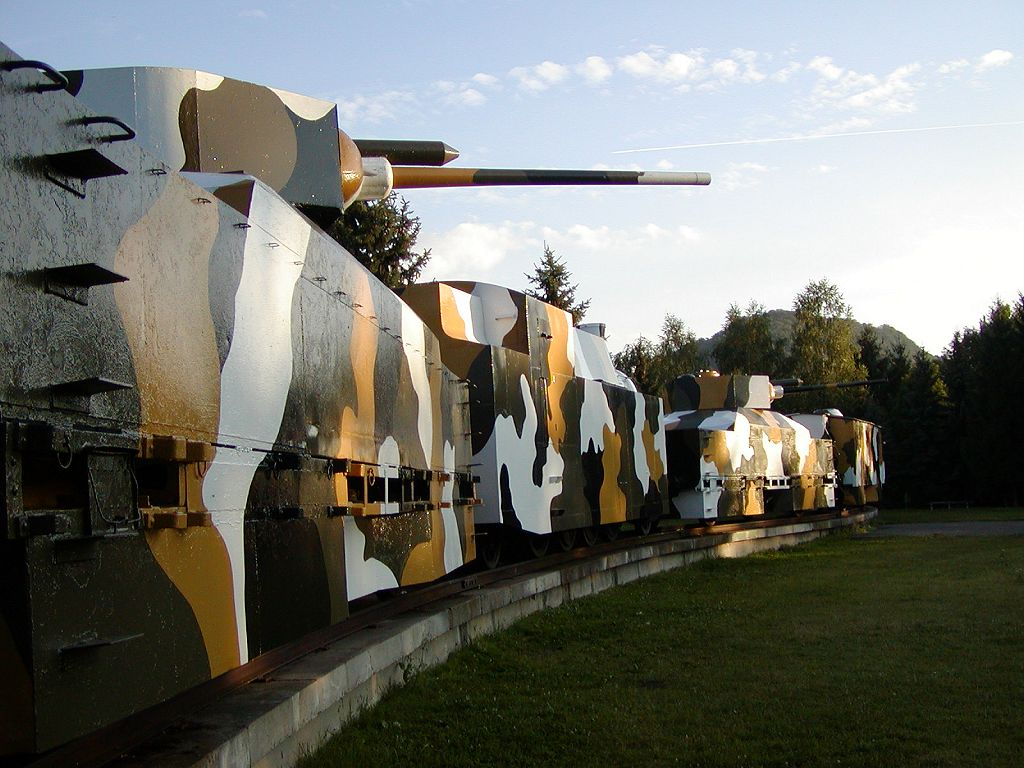
Replica van een Slovaakse Hurban pantsertrein.

Een pantsertrein is een trein die ingezet wordt bij oorlogsvoering, hij is daartoe voorzien van tegen beschietingen beschermende middelen. Er zijn doorgaans wapens aan boord. 
Pantsertreinen werden voornamelijk in de eerste helft van de 20e eeuw ingezet. Een pantsertrein werd doorgaans getrokken door een stoomlocomotief, waarbij het machinistenhuis van pantserplaten was voorzien. Voor de locomotief werden vaak een of meer platte wagens geduwd om te voorkomen dat de locomotief beschadigd raakt als het spoor gesaboteerd was. Met de trein werden militairen en materieel vervoerd en ze konden zijn uitgerust met geschut. Doel van de inzet van een pantsertrein was om zo snel mogelijk een spoorlijn (met belangrijke bruggen) te veroveren. 
Op 10 mei 1940 werden bij de Duitse aanval op Nederland vanuit diverse Duitse grensstations zeven pantsertreinen ingezet. Slechts in een geval was dit succesvol, bij de Maasbrug bij Gennep. In de overige gevallen konden de Duitse treinen door het opblazen van bruggen tegengehouden worden.